# Поклек при Подсреди
Поклек при Подсреди (словен. Poklek pri Podsredi) је насељено место у општини Козје, Савињска регија, Словенија.

## Историја
До територијалне реорганизације у Словенији био је у саставу старе општине Шмарје при Јелшах.

## Становништво
У попису становништва из 2011. године, Поклек при Подсреди је имао 102 становника.
| Број становника према пописима | Број становника према пописима | Број становника према пописима |
| ------------------------------ | ------------------------------ | ------------------------------ |
| 1991                           | 2002                           | 2011                           |
| 135                            | 119                            | 102                            |

Напомена: До 1953. исказивано под именом Поклек.